# Madeleine Massonneau
Pour les articles homonymes, voir Massonneau.
Madeleine Massonneau, aussi appelée Madeleine Massonneau-Naudin, née le 21 mai 1901 à New York et morte le 17 juin 1989 à Boissise-la-Bertrand, est une artiste peintre française.  
Elle est réputée pour ses portraits et ses fresques.  

## Biographie

### Jeunesse
Madeleine Valentine Massonneau est née à New York le 21 mai 1901. Ses parents, Louise Belaud et Fernand Massonneau, voyageur de commerce, vivent alors aux États-Unis. Son père est né à Dampierre-sur-Boutonne en Charente-Maritime, le 12 mars 1870, de parents fermiers.
La famille Massonneau rentre en France peu avant la Première Guerre mondiale et s’installe dans un appartement de Levallois. Le père de famille est mobilisé quatre ans pendant la guerre.
Aux États-Unis, la jeune Madeleine a commencé à apprendre les arts (musique, chant, peinture) et le sport (dont la bicyclette). Elle en poursuit la pratique en France. Puis, on l’oriente vers la peinture.

### Formation
Élève de Louis-François Biloul, Paul Baudoüin et Ferdinand Humbert, elle est définitivement admise à la section de peinture des Beaux-Arts de Paris en 1923. Elle est logiste du prix de Rome en 1928.
Madeleine Massonneau reste par ailleurs très sportive : ainsi, en 1931, elle devient membre du Cercle féminin de Paris en tant qu’internationale de cross-country ; elle remporte la coupe Suzy et se classe seconde au championnat de France en cross long.

### Carrière artistique
Madeleine Massonneau se fait aussi appeler Massonneau-Naudin à l’issue de son mariage. Elle expose au Salon des artistes français de 1925 à 1932 puis au Salon des indépendants jusqu'aux années 1980. Elle est l'auteure de plusieurs œuvres achetées par l'État,, et de nombreuses fresques réalisées à Saint-Nazaire,, Pornichet,, Fontainebleau,, Saint-Gratien et Paris.
En 1958, elle s’installe à Fontainebleau chez sa belle-famille, les Naudin.
Elle meurt en 1989 à Boissise-la-Bertrand.